# Rodolfo Pérez Osório
Rodolfo Pérez Osório est un ancien arbitre paraguayen de football des années 1960 et 1970.

## Carrière
Il a officié dans des compétitions majeures :  
- Copa Libertadores 1967 (finale sur terrain neutre)
- Coupe intercontinentale 1967 (match sur terrain neutre)